# نيكولاي أوستروفسكي
نيكولاي أوستروفسكي (29 سبتمبر 1904 - 22 ديسمبر 1936) كان كاتب واقعية اشتراكية سوفيتي من أصل أوكراني، أشتهر لروايته كيف سقينا الفولاذ.